# São Paulo de Frades
São Paulo de Frades is een plaats (freguesia) in de Portugese gemeente Coimbra en telt 5 912 inwoners (2001).